# Terwa (huyện)
Turwo là một huyện thuộc tỉnh Paktika, Afghanistan. Dân số thời điểm năm 1999 là -1,7 người.